# Шнирх, Богуслав

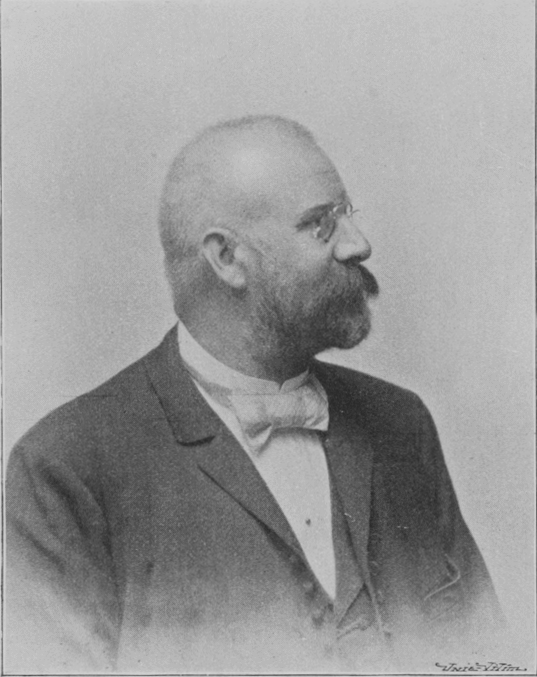
Богуслав Шнирх

Богуслав Шнирх (чеш. Bohuslav Schnirch; 10 августа 1845, Прага — 30 сентября 1901, там же) — один из крупнейших чешских скульпторов поколения Национального театра, многолетний председатель художественного комитета объединённия чешских художников Умелецка беседа. Б.Шнирх был также известным чешским шахматистом, первым председателем основанной в 1888 году Чешской шахматной ассоциации.

## Жизнь и творчество
Б.Шнирх был учеником скульптора Йозефа Зитека в пражском Техническом университете. Затем обучался в Вене у профессора Франца Бауэра и в Мюнхене у профессора Макса Виденмана. В 1871—1873 годах жил в Италии, прежде всего в Риме, где изучал искусство эпохи Возрождения, оказавшее влияние на всё его последующее творчество. После возвращения в Чехию скульптор был привлечён Й.Зитеком к работам по строительству пражского Национального театра. Над главным входом в театр находится скульптурная композиция Б.Шнирха Аполлон и девять муз. Он является также автором нескольких бронзовых скульптур для Национального театра (часть из которых погибла при пожаре). Скульптуры Б.Шнирха украшают также здание построенного Й.Зитеком и Йозефом Шульцем Рудольфинума. Кроме этого, он был создателем аллегорических статуй (Обещание, Любовь к правде, Любовь к прошлому и др.), находящихся на фронтоне пражского Народного музея, а также аллегорических барельефов, изображающих огонь, землю, воду и воздух.
Свои произведения скульптор ваял в стилях классическом и неоренессанса. Б.Шнирх является также автором памятников Яну Жижке, императору Карлу IV, Яну Палацкому, королю Иржи из Подебрад (1891), а также менее успешный — Святому Вацлаву в Праге (1894), которому предпочли скульптурную композицию Йозефа В.Мысльбека. Б.Шнирх — учитель чешского скульптора Ладислава Шалоуна.

## Галерея

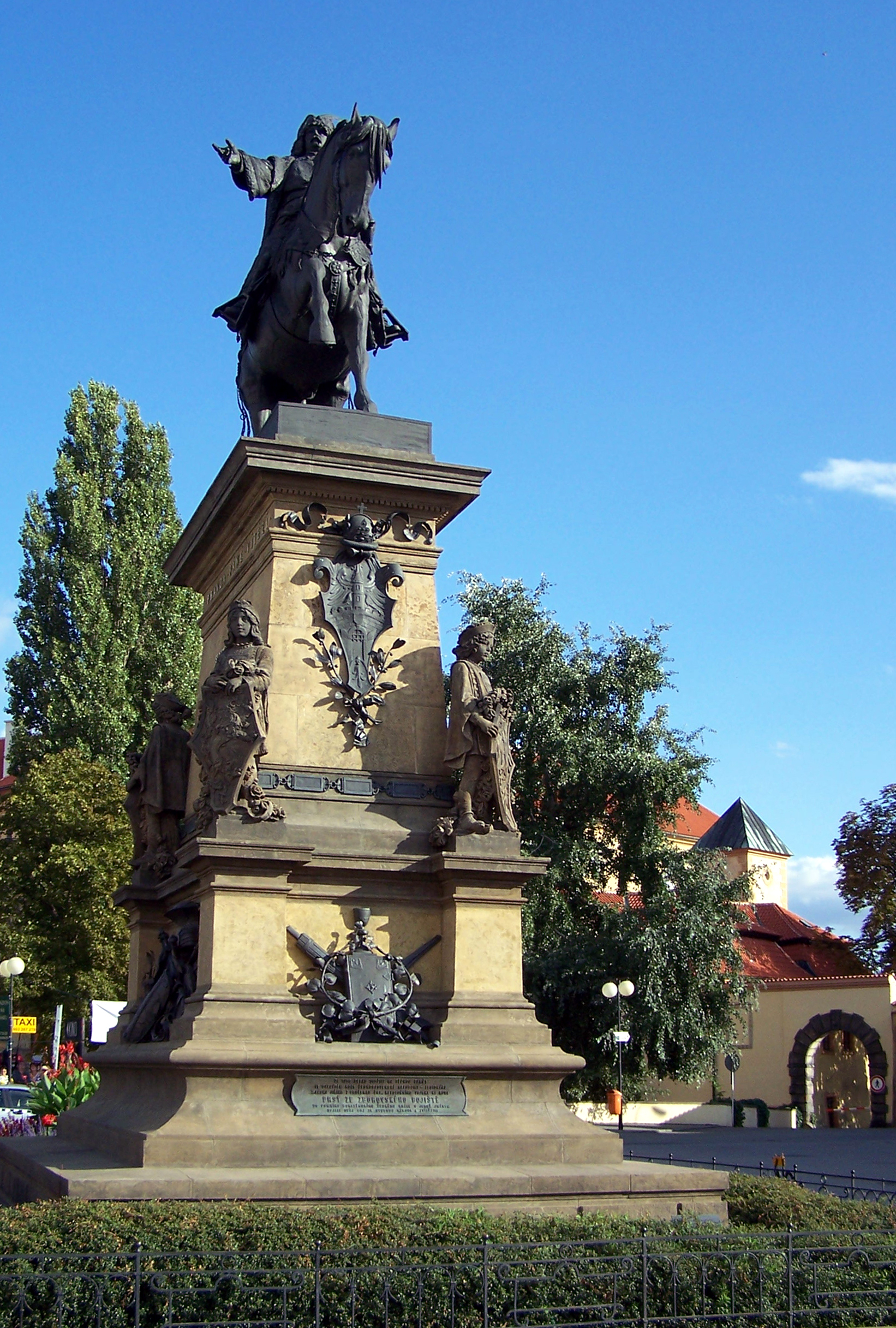
Памятник королю Йиржи из Подебрад
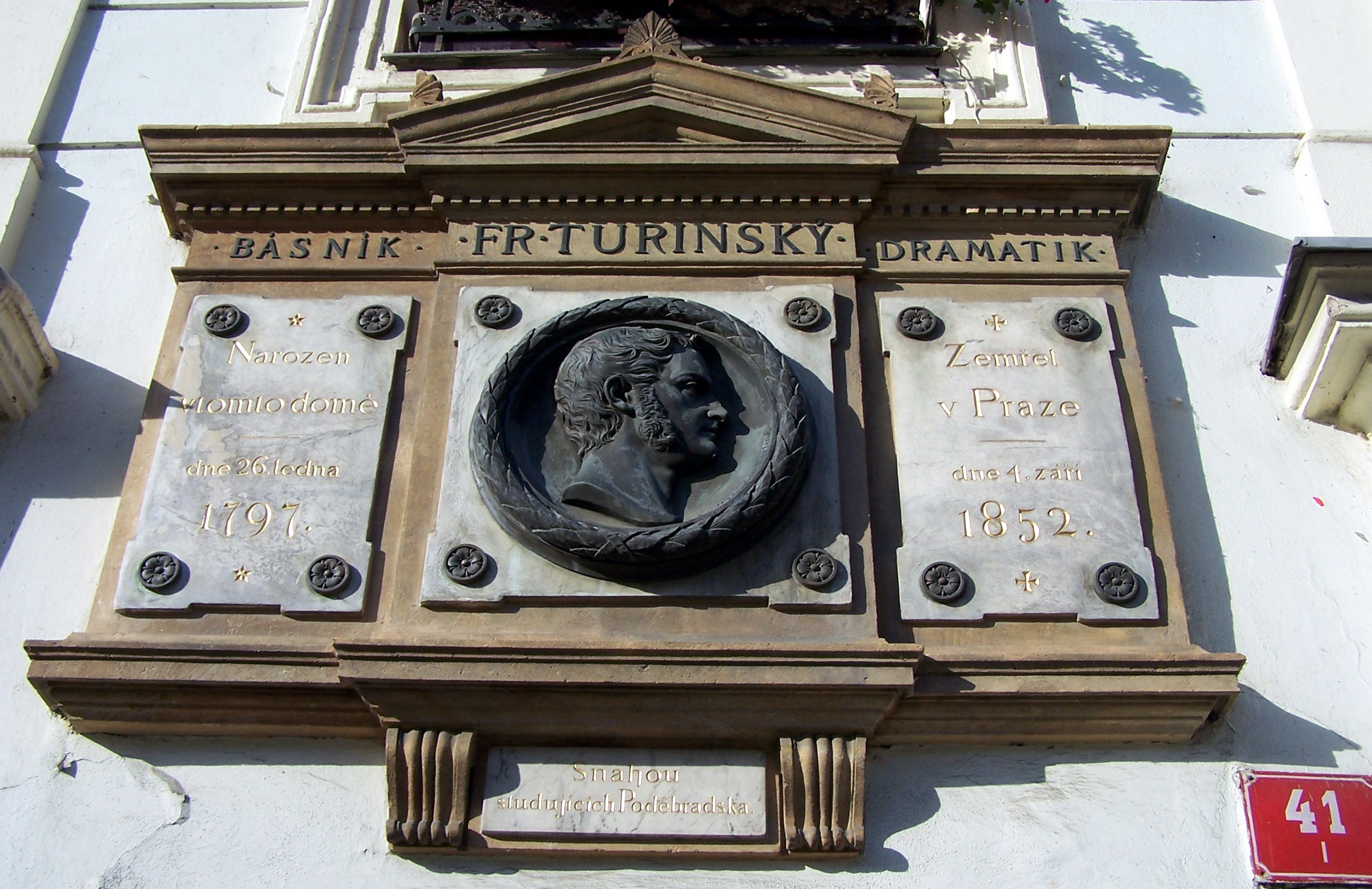
Памятная доска Франтишеку Туринскому
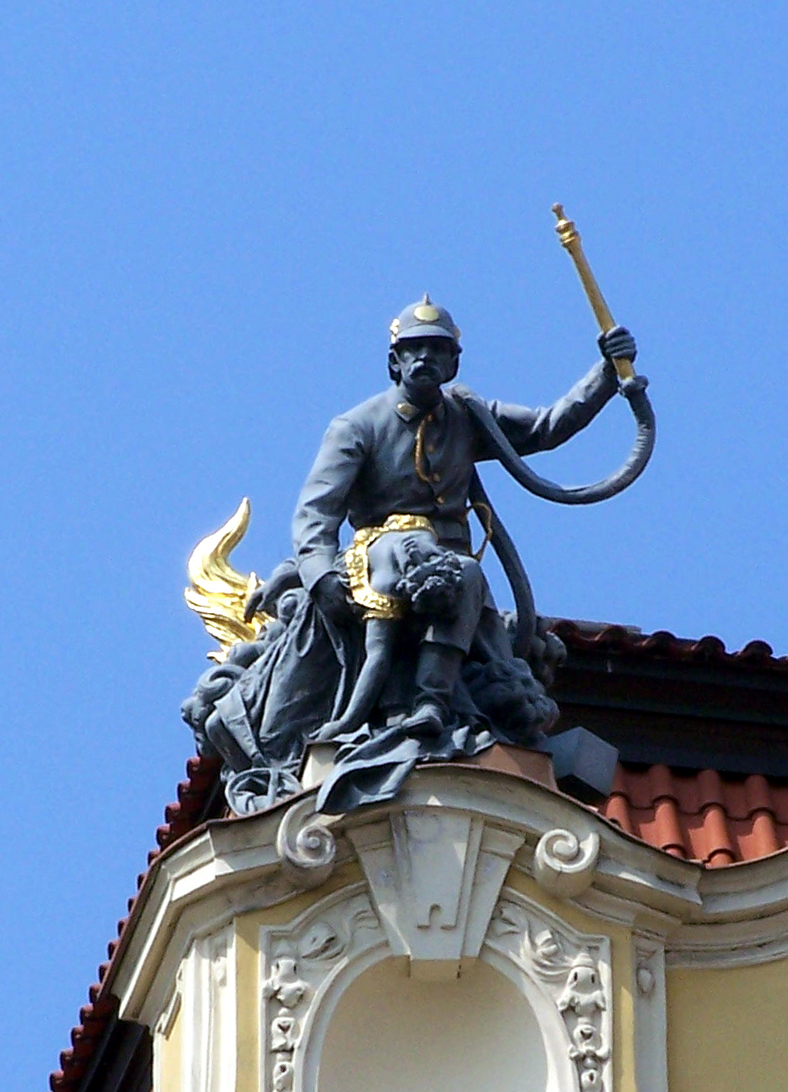
Скульптура, украшающая здание пражской городской почты
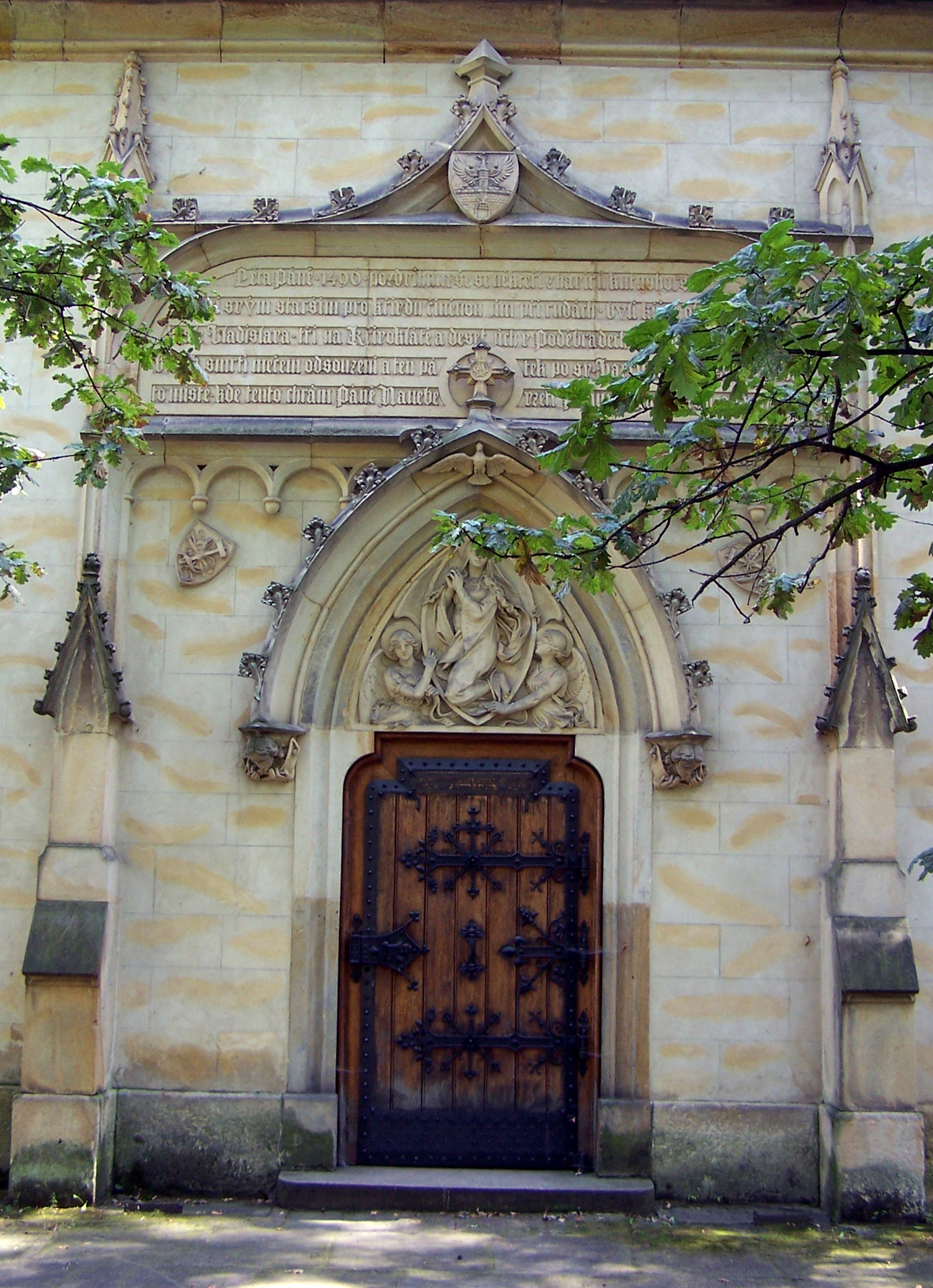
Скульптурное украшение портала собора Вознесения девы Марии в Подебрадах